# Sønder Højrup Sogn
Sønder Højrup Sogn er et sogn i Midtfyn Provsti (Fyens Stift).
I 1800-tallet var Årslev Sogn anneks til Sønder Højrup Sogn. Begge sogne hørte til Vindinge Herred i Svendborg Amt. Trods annekteringen var de to selvstændige sognekommuner. Ved kommunalreformen i 1970 blev Sønder Højrup indlemmet i Ringe Kommune, og Årslev blev kernen i Årslev Kommune. Begge disse storkommuner indgik ved strukturreformen i 2007 i Faaborg-Midtfyn Kommune.
I Sønder Højrup Sogn ligger Sønder Højrup Kirke.
I sognet findes følgende autoriserede stednavne:
- Bregnebjerg (bebyggelse)
- Højrup Skovhave (bebyggelse)
- Jyllandsgyden (bebyggelse)
- Pederstrup (bebyggelse, ejerlav)
- Ravnshøjgyden (bebyggelse)
- Skolegyden (bebyggelse)
- Skovhave (bebyggelse)
- Stat-ene (bebyggelse)
- Sønder Højrup (bebyggelse, ejerlav)
- Vandkær (bebyggelse)